# 孟佚
孟佚（?—?），唐朝邢州龙冈人，为邢州郡校。孟察的父親，孟道、邢洺节度使孟方立、泽潞节度使孟迁的祖父，孟知祥的曾祖父。
934年，孟知祥在成都建立后蜀，他被尊為皇帝，廟號太祖，諡號孝元皇帝。